# 厄爾巴赫河 (瓦珀爾巴赫河支流)
51°52′24.70″N 8°20′45.45″E / 51.8735278°N 8.3459583°E
厄爾巴赫河（德語：Ölbach），是德國的河流，位於該國西部，處於北萊茵-威斯特法倫州，屬於瓦珀爾巴赫河的右支流，河道全長29.6公里，流域面積81.1平方公里。